# Ystadbanan

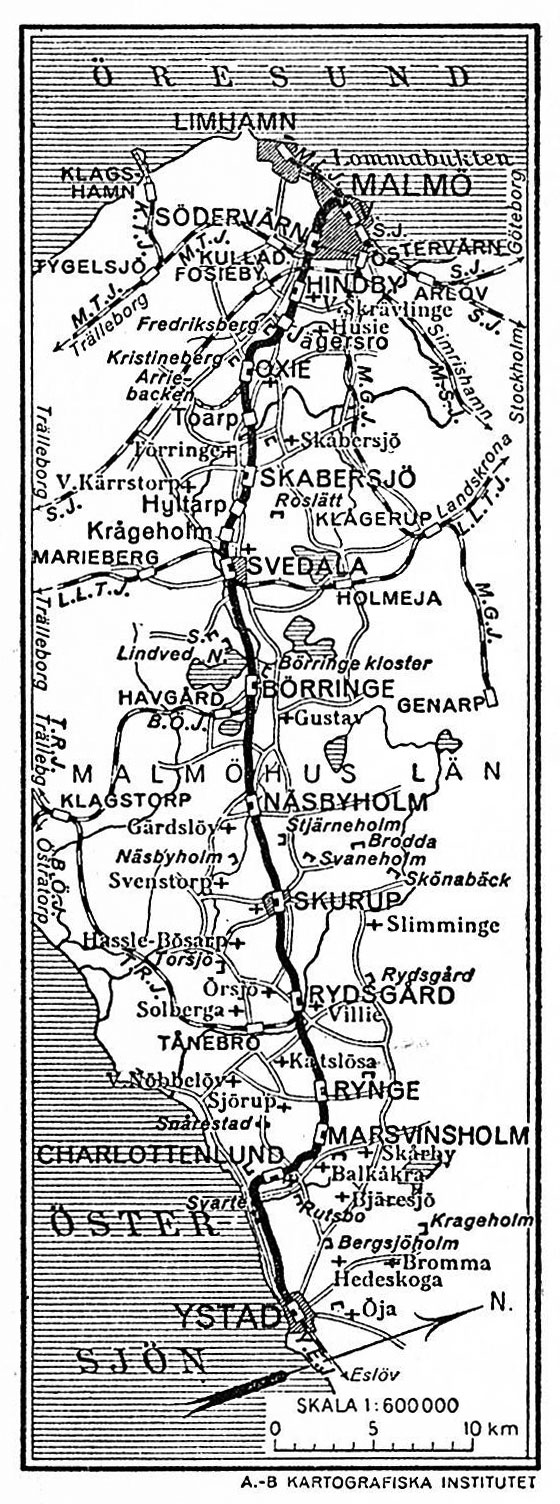
Karta 1926.

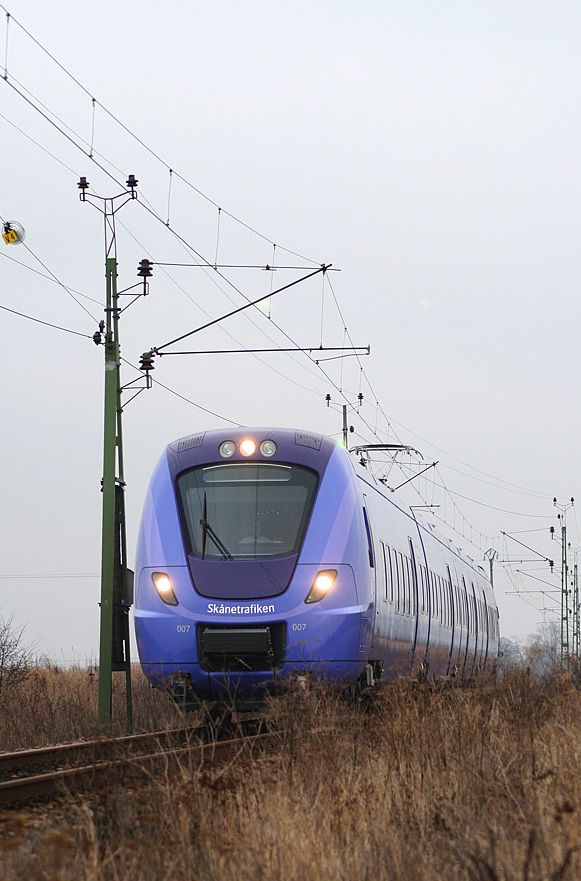
Pågatåg av modellen X61 som trafikerar linjen sedan 2011

Ystadbanan, ursprungligen Malmö–Ystads Järnväg (MYJ), är en 67 kilometer lång normalspårig järnväg som går mellan Malmö och Ystad. Egentligen är Ystadbanan den 54 kilometer långa enkelspåriga sträckan till Ystad från Lockarp, där den ansluter till Kontinentalbanan.
Persontrafiken i Skånetrafikens regi är tät, och banan utnyttjas till gränsen för sin kapacitet. Därtill förekommer sparsam godstrafik på sträckan.

## Historia
En järnväg började diskuteras under 1860-talet av godsherrarna i trakten. Banan blev helt privatfinansierad, eftersom svenska staten då ansåg att regionen var så pass rik att den inte skulle behöva något bidrag. År 1874 kunde den 63 kilometer långa Malmö–Ystads Järnväg (MYJ) invigas, för en privatbana förhållandevis påkostad, med rälsvikten 22 kg/meter. Eftersom traktens godsherrar med Corfitz Beck-Friis i spetsen var inblandade i företaget, så fick den snabbt smeknamnet "Grevebanan."
Banan utgick ursprungligen från Malmö västra station och passerade Svedala och Skurup på vägen till Ystads station från 1865, som ägdes av Ystad–Eslövs järnväg.
Banans sträckning avspeglade finansiärernas intressen: Läget för sex av de ursprungligen tolv stationerna var valt på lämpligt avstånd från deras respektive säterier, varför banan på sina ställen inte alltid blev den rakaste. Ursprungliga stationer var Malmö V, Hindby, Oxie, Skabersjö, Svedala, Börringe, Näsbyholm, Skurup, Rydsgård, Marsvinsholm, Charlottenlund och slutligen Ystads station. Stationerna Södervärn och Rynge tillkom senare.
1941 förstatligades Ystadbanan. 1955 lades sträckan från Malmö Västra till Södervärn ned, och tågen utgick från Malmö C i stället för Malmö V. Sträckan Södervärn–Hindby användes för godstrafik fram till 1972, men 1973 anslöts Ystadbanan till Kontinentalbanan vid Fosieby via Lockarps station istället, och sträckan Södervärn–Hindby–Oxie kunde slopas. Malmö var inte längre en stad genomkorsad av järnvägar. Nu fanns det bara två kvar: söderut Kontinentalbanan, norrut Södra stambanan, och plankorsningar bara vid sällan trafikerade godsspår.
1990 togs persontrafiken över av Pågatågen. Men trots att Ystadbanan ansågs vital för rikets säkerhet, var den ännu inte elektrifierad utan trafikerades till en början med dieseldrivna Y1-motorvagnar. Mellan 1993 och 1996 elektrifierades banan, och den 8 juni 1996 körde det första eldrivna tåget med en X11-motorvagn.
2009–2011, i samband med att Citytunneln blev färdig, byggdes också en förbindelse mellan Öresundsbanan och Ystadbanan, med en planskild korsning under Kontinentalbanan vid Lockarp. Från den 15 augusti 2011 gick Pågatågen från Ystad till Malmö C via Citytunneln istället för Kontinentalbanan. DSB:s Bornholmståg kunde nu också gå till Ystad utan att byta körriktning i Fosieby. När trafiken hade intensifierats visade sig den enkelspåriga banan från Lockarp till Ystad–Simrishamn vara känslig för förseningar, och uppehållen på Svågertorps station slopades.
Fram till december 2017 körde DSB Bornholmståg mellan Köpenhamn och Ystad, vilka anslöt till Bornholmsfärjan. Tågen, bron och den snabbare färjan minskade restiden Köpenhamn–Bornholm med färja från över sex timmar till omkring tre timmar.

## Trafik
Banan trafikeras med pågatåg, Skånetrafikens lokaltåg. Därtill kör Green Cargo godståg på linjen.

## Nya mötesstationer
Samtidigt som Citytunneln började användas 2011 infördes halvtimmestrafik. Trafiken visade sig vara känslig för störningar och en utredning om vad som behövdes för att minska förseningarna presenterades 2012. Utredningen föreslog två nya stationer enbart för tågmöten, en vid Skabersjö mellan Oxie och Svedala och den andra strax öster om hållplatsen Svarte, benämnd Vilhelmsborg. Efter att mötesstationerna kommit till stånd 2017 har punktligheten förbättrats.